# Lichid tubular
Lichidul tubular, este lichidul din tubulii rinichiului. Începe ca ultrafiltrat renal în glomerulus, își schimbă compoziția prin nefroni și ajunge ca urină eliminânduse prin uretere.

## Tabel de compoziție
Compoziția lichidului tubular se schimbă în tot nefronul, de la tubul proximal la canalul de colectare și apoi, pe măsură ce iese din corp, din ureter.
| Substanță | tubul proximal | tubul proximal | tubul proximal | bucla lui Henle    | bucla lui Henle           | bucla lui Henle        | Tubul contort distal | canalul de colectare | canalul de colectare       | canalul de colectare            | canalul de colectare           |
| --------- | -------------- | -------------- | -------------- | ------------------ | ------------------------- | ---------------------- | -------------------- | -------------------- | -------------------------- | ------------------------------- | ------------------------------ |
| Substanță | S1             | S2             | S3             | membrul descendent | membrul ascendent subțire | membrul ascendent gros | Tubul contort distal | canalul de colectare | tubul de colectare inițial | conducte de colectare corticale | conducte de colectare medulară |
| Na+       | 142            |                | 142            |                    |                           | 100                    | 70                   |                      |                            | 40                              |                                |
|           |                |                |                |                    |                           |                        |                      |                      |                            |                                 |                                |